# Meineckia
Meineckia é um género botânico pertencente à família Phyllanthaceae.